# 千葉県中学校一覧
| 総数                        | 386校            |
| 国立                        | 1校              |
| 公立                        | 363校            |
| 私立                        | 24校             |
| 教育委員会所在地            | 〒260-8662       |
| 千葉県千葉市中央区市場町1-1 |                  |
| 公式サイト                  | 千葉県教育委員会 |

千葉県中学校一覧（ちばけんちゅうがっこういちらん）は、千葉県の中学校、中等教育学校（前期課程）および義務教育学校（後期課程）の一覧。

## 国立中学校
- 千葉大学教育学部附属中学校

## 公立中学校・義務教育学校

### 県立
- 千葉県立千葉中学校
- 千葉県立東葛飾中学校

### 市立
- 千葉市立稲毛高等学校附属中学校（稲毛国際中等教育学校）

### 千葉市

#### 中央区
- 千葉市立生浜中学校
- 千葉市立葛城中学校
- 千葉市立川戸中学校
- 千葉市立新宿中学校
- 千葉市立末広中学校
- 千葉市立蘇我中学校
- 千葉市立椿森中学校
- 千葉市立星久喜中学校
  - 千葉市立星久喜中学校分校
- 千葉市立松ヶ丘中学校

#### 花見川区
- 千葉市立朝日ヶ丘中学校
- 千葉市立天戸中学校
- 千葉市立犢橋中学校
- 千葉市立こてはし台中学校
- 千葉市立さつきが丘中学校
- 千葉市立花園中学校
- 千葉市立花見川中学校
- 千葉市立幕張中学校
- 千葉市立幕張本郷中学校
- 千葉市立緑が丘中学校

#### 稲毛区
- 千葉市立稲毛中学校
- 千葉市立草野中学校
- 千葉市立小中台中学校
- 千葉市立千草台中学校
- 千葉市立都賀中学校
- 千葉市立轟町中学校
- 千葉市立緑町中学校

#### 若葉区
- 千葉市立大宮中学校
- 千葉市立貝塚中学校
- 千葉市立加曽利中学校
- 千葉市立更科中学校
- 千葉市立山王中学校
- 千葉市立白井中学校
- 千葉市立みつわ台中学校
- 千葉市立千城台西中学校
- 千葉市立千城台南中学校
- 千葉市立若松中学校

#### 緑区
- 千葉市立有吉中学校
- 千葉市立泉谷中学校
- 千葉市立大椎中学校
- 千葉市立越智中学校
- 千葉市立おゆみ野南中学校
- 千葉市立土気中学校
- 千葉市立土気南中学校
- 千葉市立誉田中学校

#### 美浜区
- 千葉市立磯辺中学校
- 千葉市立稲浜中学校
- 千葉市立打瀬中学校
- 千葉市立幸町第一中学校
- 千葉市立幸町第二中学校
- 千葉市立高洲中学校
- 千葉市立高浜中学校
- 千葉市立真砂中学校
- 千葉市立幕張西中学校

### 銚子市
- 銚子市立第一中学校
- 銚子市立第二中学校
- 銚子市立第三中学校
- 銚子市立銚子中学校
- 銚子市立銚子西中学校

### 市川市
- 市川市立第一中学校
  - 市川市立第一中学校分校
- 市川市立第二中学校
- 市川市立第三中学校
- 市川市立第四中学校
- 市川市立第五中学校
- 市川市立第六中学校
- 市川市立第七中学校
- 市川市立第八中学校
- 市川市立下貝塚中学校
- 市川市立高谷中学校
- 市川市立福栄中学校
- 市川市立東国分中学校
- 市川市立大洲中学校
  - 市川市立大洲中学校夜間学級
- 市川市立塩浜学園（義務教育学校）
- 市川市立南行徳中学校
- 市川市立妙典中学校

### 船橋市
- 船橋市立船橋中学校
- 船橋市立湊中学校
- 船橋市立宮本中学校
- 船橋市立若松中学校
- 船橋市立海神中学校
- 船橋市立葛飾中学校
- 船橋市立行田中学校
- 船橋市立法田中学校
- 船橋市立旭中学校
- 船橋市立御滝中学校
- 船橋市立高根中学校
- 船橋市立八木が谷中学校
- 船橋市立前原中学校
- 船橋市立二宮中学校
- 船橋市立飯山満中学校
- 船橋市立芝山中学校
- 船橋市立七林中学校
- 船橋市立三田中学校
- 船橋市立三山中学校
- 船橋市立高根台中学校
- 船橋市立習志野台中学校
- 船橋市立古和釜中学校
- 船橋市立坪井中学校
- 船橋市立大穴中学校
- 船橋市立豊富中学校
- 船橋市立小室中学校

### 館山市
- 館山市立第一中学校
- 館山市立館山中学校
- 館山市立房南中学校

### 木更津市
- 木更津市立金田中学校
- 木更津市立岩根中学校
- 木更津市立岩根西中学校
- 木更津市立清川中学校
- 木更津市立太田中学校
- 木更津市立木更津第一中学校
- 木更津市立木更津第二中学校
- 木更津市立木更津第三中学校
- 木更津市立鎌足中学校
- 木更津市立富来田中学校
- 木更津市立波岡中学校
- 木更津市立畑沢中学校

### 松戸市
- 松戸市立第一中学校
  - 松戸市立第一中学校みらい分校夜間学級
- 松戸市立第二中学校
- 松戸市立第三中学校
- 松戸市立第四中学校
- 松戸市立第五中学校
- 松戸市立第六中学校
- 松戸市立旭町中学校
- 松戸市立金ヶ作中学校
- 松戸市立河原塚中学校
- 松戸市立栗ヶ沢中学校
- 松戸市立古ヶ崎中学校
- 松戸市立小金中学校
- 松戸市立小金北中学校
- 松戸市立小金南中学校
- 松戸市立新松戸南中学校
- 松戸市立常盤平中学校
- 松戸市立根木内中学校
- 松戸市立牧野原中学校
- 松戸市立六実中学校
- 松戸市立和名ヶ谷中学校

### 野田市
- 野田市立第一中学校
- 野田市立第二中学校
- 野田市立東部中学校
- 野田市立南部中学校
- 野田市立北部中学校
- 野田市立川間中学校
- 野田市立福田中学校
- 野田市立岩名中学校
- 野田市立木間ヶ瀬中学校
- 野田市立二川中学校
- 野田市立関宿中学校

### 茂原市
- 茂原市立茂原中学校
- 茂原市立早野中学校
- 茂原市立東中学校
- 茂原市立南中学校
- 茂原市立冨士見中学校
- 茂原市立本納中学校

### 成田市
- 成田市立成田中学校
- 成田市立遠山中学校
- 成田市立久住中学校
- 成田市立西中学校
- 成田市立中台中学校
- 成田市立吾妻中学校
- 成田市立玉造中学校
- 成田市立公津の杜中学校
- 成田市立下総みどり学園（義務教育学校）
- 成田市立大栄みらい学園（義務教育学校）

### 佐倉市
- 佐倉市立佐倉中学校
- 佐倉市立志津中学校
- 佐倉市立上志津中学校
- 佐倉市立南部中学校
- 佐倉市立臼井中学校
- 佐倉市立井野中学校
- 佐倉市立佐倉東中学校
- 佐倉市立臼井西中学校
- 佐倉市立西志津中学校
- 佐倉市立臼井南中学校
- 佐倉市立根郷中学校

### 東金市
- 東金市立東金中学校
- 東金市立東中学校
- 東金市立西中学校
- 東金市立北中学校

### 旭市
- 旭市立第一中学校
- 旭市立第二中学校
- 旭市立海上中学校
- 旭市立飯岡中学校
- 旭市立干潟中学校

### 習志野市
- 習志野市立第一中学校
- 習志野市立第二中学校
- 習志野市立第三中学校
- 習志野市立第四中学校
- 習志野市立第五中学校
- 習志野市立第六中学校
- 習志野市立第七中学校

### 柏市
- 柏市立柏中学校
- 柏市立柏第二中学校
- 柏市立柏第三中学校
- 柏市立柏第四中学校
- 柏市立柏第五中学校
- 柏市立酒井根中学校
- 柏市立逆井中学校
- 柏市立田中中学校
- 柏市立土中学校
- 柏市立富勢中学校
- 柏市立豊四季中学校
- 柏市立中原中学校
- 柏市立南部中学校
- 柏市立西原中学校
- 柏市立光ヶ丘中学校
- 柏市立松葉中学校
- 柏市立高柳中学校
- 柏市立風早中学校
- 柏市立手賀中学校
- 柏市立大津ケ丘中学校
- 柏市立柏の葉中学校

### 勝浦市
- 勝浦市立勝浦中学校

### 市原市
- 市原市立姉崎中学校
- 市原市立姉崎東中学校
- 市原市立有秋中学校
- 市原市立千種中学校
- 市原市立八幡中学校
- 市原市立菊間中学校
- 市原市立市原中学校
- 市原市立五井中学校
- 市原市立若葉中学校
- 市原市立国分寺台中学校
- 市原市立国分寺台西中学校
- 市原市立東海中学校
- 市原市立湿津中学校
- 市原市立市東中学校
- 市原市立辰巳台中学校
- 市原市立三和中学校
- 市原市立双葉中学校
- 市原市立南総中学校
- 市原市立加茂中学校
- 市原市立ちはら台南中学校
- 市原市立ちはら台西中学校

### 流山市
- 流山市立東部中学校
- 流山市立南部中学校
- 流山市立東深井中学校
- 流山市立南流山中学校
- 流山市立常盤松中学校
- 流山市立西初石中学校
- 流山市立北部中学校
- 流山市立八木中学校
- 流山市立おおたかの森中学校
- 流山市立おおぐろの森中学校

### 八千代市
- 八千代市立八千代中学校
- 八千代市立睦中学校
- 八千代市立阿蘇米本学園（義務教育学校）
- 八千代市立勝田台中学校
- 八千代市立大和田中学校
- 八千代市立高津中学校
- 八千代市立八千代台西中学校
- 八千代市立村上東中学校
- 八千代市立東高津中学校
- 八千代市立村上中学校
- 八千代市立萱田中学校

### 我孫子市
- 我孫子市立我孫子中学校
- 我孫子市立白山中学校
- 我孫子市立久寺家中学校
- 我孫子市立湖北中学校
- 我孫子市立湖北台中学校
- 我孫子市立布佐中学校

### 鴨川市
- 鴨川市立鴨川中学校
- 鴨川市立安房東中学校
- 鴨川市立長狭学園（小中一貫校）

### 鎌ケ谷市
- 鎌ケ谷市立鎌ケ谷中学校
- 鎌ケ谷市立第二中学校
- 鎌ケ谷市立第三中学校
- 鎌ケ谷市立第四中学校
- 鎌ケ谷市立第五中学校

### 君津市
- 君津市立周西中学校
- 君津市立周西南中学校
- 君津市立君津中学校
- 君津市立八重原中学校
- 君津市立周南中学校
- 君津市立周東中学校
- 君津市立上総小櫃中学校

### 富津市
- 富津市立富津中学校
- 富津市立大佐和中学校
- 富津市立天羽中学校

### 浦安市
- 浦安市立浦安中学校
- 浦安市立堀江中学校
- 浦安市立見明川中学校
- 浦安市立入船中学校
- 浦安市立富岡中学校
- 浦安市立美浜中学校
- 浦安市立日の出中学校
- 浦安市立明海中学校
- 浦安市立高洲中学校

### 四街道市
- 四街道市立千代田中学校
- 四街道市立旭中学校
- 四街道市立四街道中学校
- 四街道市立四街道西中学校
- 四街道市立四街道北中学校

### 袖ケ浦市
- 袖ケ浦市立昭和中学校
- 袖ケ浦市立長浦中学校
- 袖ケ浦市立根形中学校
- 袖ケ浦市立平川中学校
- 袖ケ浦市立蔵波中学校

### 八街市
- 八街市立八街中学校
- 八街市立八街北中学校
- 八街市立八街中央中学校
- 八街市立八街南中学校

### 印西市
- 印西市立印西中学校
- 印西市立船穂中学校
- 印西市立木刈中学校
- 印西市立小林中学校
- 印西市立原山中学校
- 印西市立西の原中学校
- 印西市立印旛中学校
- 印西市立本埜中学校
- 印西市立滝野中学校

### 白井市
- 白井市立白井中学校
- 白井市立大山口中学校
- 白井市立南山中学校
- 白井市立七次台中学校
- 白井市立桜台中学校

### 富里市
- 富里市立富里中学校
- 富里市立富里北中学校
- 富里市立富里南中学校

### 南房総市
- 南房総市立富浦中学校
- 南房総市立富山中学校
- 南房総市立三芳中学校
- 南房総市立白浜中学校
- 南房総市立千倉中学校
- 南房総市立嶺南中学校
  - 和田校舎

### 匝瑳市
- 匝瑳市立八日市場第一中学校
- 匝瑳市立八日市場第二中学校
- 匝瑳市立野栄中学校

### 香取市
- 香取市立佐原中学校
- 香取市立香取中学校
- 香取市立佐原第五中学校
- 香取市立新島中学校
- 香取市立小見川中学校
- 香取市立栗源中学校
- 香取市立山田中学校

### 山武市
- 山武市立成東中学校
- 山武市立成東東中学校
- 山武市立山武中学校
- 山武市立山武望洋中学校

### いすみ市
- いすみ市立大原中学校
- いすみ市立国吉中学校
- いすみ市立岬中学校

### 大網白里市
- 大網白里市立大網中学校
- 大網白里市立増穂中学校
- 大網白里市立白里中学校

### 印旛郡
- 酒々井町立酒々井中学校
- 栄町立栄中学校

### 香取郡
- 神崎町立神崎中学校
- 多古町立多古中学校
- 東庄町立東庄中学校

### 山武郡
- 九十九里町立九十九里中学校
- 芝山町立芝山中学校
- 横芝光町立横芝中学校
- 横芝光町立光中学校

### 長生郡
- 一宮町立一宮中学校
- 睦沢町立睦沢中学校
- 長生村立長生中学校
- 白子町立白子中学校
- 長柄町立長柄中学校
- 長南町立長南中学校

### 夷隅郡
- 大多喜町立大多喜中学校
- 御宿町立御宿中学校

### 安房郡
- 鋸南町立鋸南中学校

## 私立中学校・中等教育学校

### 千葉市

#### 中央区
- 千葉明徳中学校

#### 美浜区
- 渋谷教育学園幕張中学校
- 昭和学院秀英中学校

### 市川市
- 市川中学校
- 昭和学院中学校
- 国府台女子学院中学部
- 和洋国府台女子中学校
- 日出学園中学校

### 船橋市
- 千葉日本大学第一中学校

### 木更津市
- 志学館中等部
- 暁星国際中学校

### 松戸市
- 光英VERITAS中学校
- 専修大学松戸中学校

### 野田市
- 西武台千葉中学校

### 成田市
- 成田高等学校付属中学校

### 習志野市
- 東邦大学付属東邦中学校

### 柏市
- 芝浦工業大学柏中学校
- 麗澤中学校
- 二松學舍大学附属柏中学校
- 流通経済大学付属柏中学校

### 八千代市
- 秀明大学学校教師学部付属秀明八千代中学校
- 八千代松陰中学校

### 君津市
- 翔凜中学校

### 浦安市
- 東海大学付属浦安高等学校中等部

### 印西市
- 時任学園中等教育学校

### 夷隅郡
- 三育学院中学校